# Neoregelia alvimii
Neoregelia alvimii är en gräsväxtart som beskrevs av Jürgen Roeth. Neoregelia alvimii ingår i släktet Neoregelia och familjen Bromeliaceae.

## Underarter
Arten delas in i följande underarter:
- N. a. alvimii
- N. a. donatoi